# Quercus stellata
Quercus stellata Wangenh. roble de los postes, también llamado roble colorado o roble encino, es un árbol del género Quercus, al que pertenecen la mayoría de las especies denominadas "roble". Es originario de Norteamérica. Está clasificada en la Sección Quercus, que son los robles blancos de Europa, Asia y América del Norte. Tienen los estilos cortos; las bellotas maduran en 6 meses y tienen un sabor dulce y ligeramente amargo, el interior de la bellota tiene pelo. Las hojas carecen de una mayoría de cerdas en sus lóbulos, que suelen ser redondeados. 

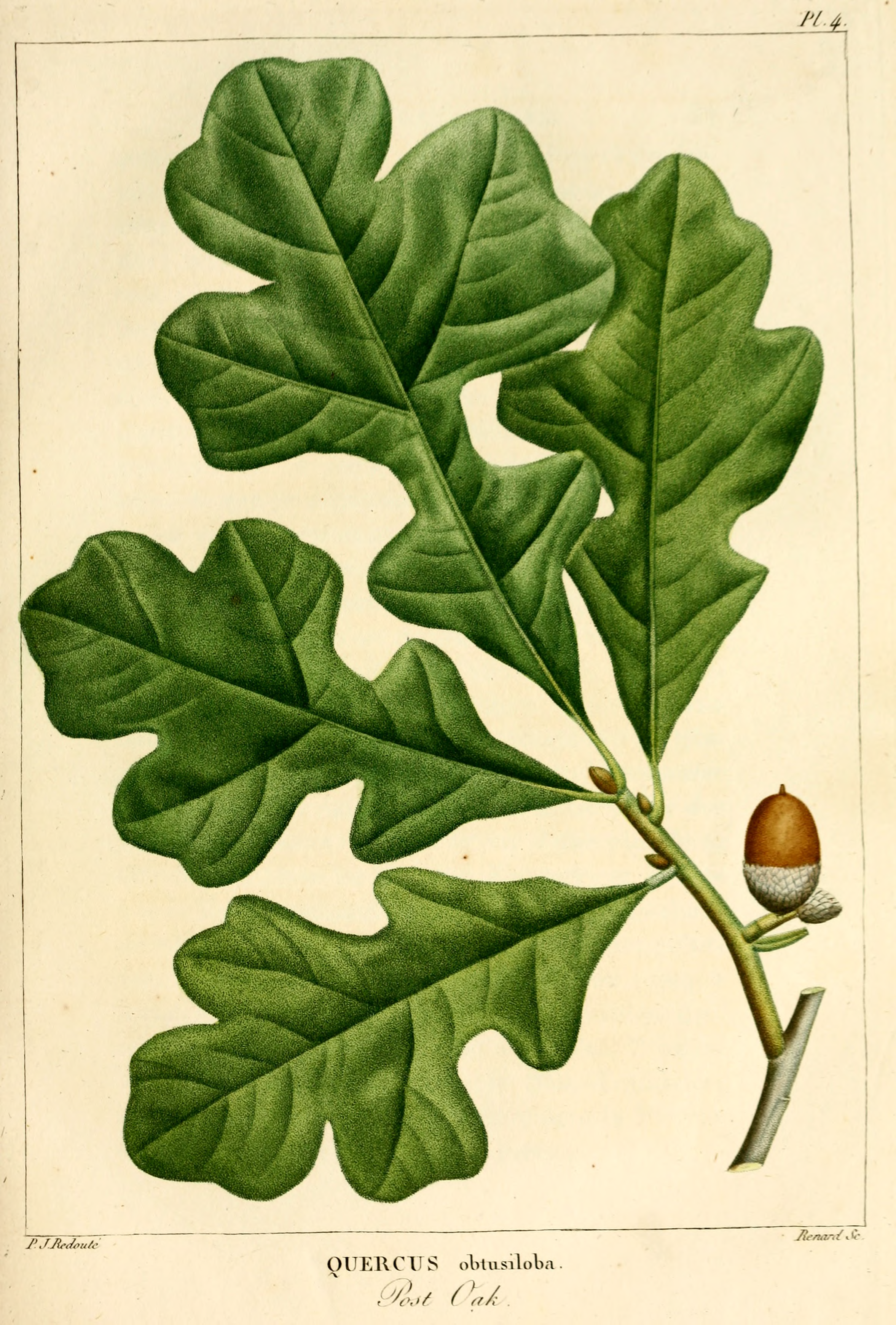
Ilustración

## Descripción
Es un árbol pequeño, típicamente de 10 a 15 m de alto y tronco de 30 a 60 cm de diámetro, aunque ocasionalmente pueden encontrarse ejemplares de 30 m de alto y 1,4 m de diámetro. 
Las hojas de esta especie tiene una forma muy distintiva, con tres lóbulos perpendiculares terminales, muy semejantes a una Cruz de Malta. Las hojas son correosas por el haz y tomentosas, cubiertas de pequeños vellos densos, por el envés.  Las bellotas miden entre 1,5 y 2 cm de largo y maduran a principios del verano.
Este árbol tiende a ser más pequeño que la mayoría de los miembros de su género, con ramas más bajas y dispersas, que reflejan su tendencia a crecer en sitios abiertos de suelos pobres. Así, su madera se considera de valor relativamente bajo y se usa como leña. Sin embargo, como en otros robles blancos, su madera es dura, densa y resistente a la podredumbre y por eso también sirve para hacer postes para cercas; de allí proviene su nombre vulgar.

## Distribución y hábitat
Es una especie nativa del este de Estados Unidos, desde Massachusetts en el noreste, y pasando por el oeste y sur de Iowa, el sudoeste y el centro de Texas, hasta el sudeste y norte de Florida. Es uno de los robles más comunes de la región meridional de las Praderas del este estadounidense.

## Taxonomía
Quercus stellata fue descrita por  Friedrich von Wangenheim    y publicado en Beschreibung einiger Nordamericanischen Holz-und Buscharten 78, pl. 6, f. 15. 1787.
Etimología
Quercus: nombre genérico del latín que designaba igualmente al roble y a la encina.
stellata: epíteto latín que significa "estrellada.
Sinonimia
- Quercus alba var. minor Marshall, Arbust. Amer.: 120 (1785).
- Quercus villosa Walter, Fl. Carol.: 235 (1788).
- Quercus lobulata Sol. ex Sm. in C.Abbot, Insects Georgia 1: 93 (1797).
- Quercus obtusiloba Michx., Hist. Chênes Amér.: 1 (1801).
- Quercus fusca Raf., Alsogr. Amer.: 19 (1838).
- Quercus gonoloba Raf., Alsogr. Amer.: 25 (1838).
- Quercus heteroloba Raf., Alsogr. Amer.: 25 (1838).
- Quercus floridana Shuttlew. ex A.DC. in A.P.de Candolle, Prodr. 16(2): 22 (1864).
- Quercus minor (Marshall) Sarg., Gard. & Forest 2: 471 (1889).[3]